# Cervelló
Cervelló è un comune spagnolo situato nella comunità autonoma della Catalogna.
Nel 1999 il territorio comunale venne suddiviso e parte di esso divenne il nuovo comune di La Palma de Cervelló.